# PROPLICA
PROPLICA（プロップリカ）は、バンダイから2014年4月より展開されているアニメーション作品の大人向けキャラクター玩具のシリーズブランド名。
1990年代に社会現象を巻き起こした『美少女戦士セーラームーン』シリーズや、2012年と2014年にテレビアニメが放送され、2015年に劇場版が公開された『PSYCHO-PASS サイコパス』、2007年にテレビアニメが放送され、2008年と2009年に劇場版が公開された『天元突破グレンラガン』などのアニメ作品や「キングダム ハーツ シリーズ」などのゲーム作品で登場するアイテムをキャラクターの身長と劇中から割り出した約1/1サイズで再現し、より高級感を引き出している。いずれも音量調節機能を搭載している。
「PROPLICA」は「プロップ」と「レプリカ」を組み合わせた造語である。
プレミアムバンダイや一般玩具店等で販売されている。

## 商品一覧

### 美少女戦士セーラームーンシリーズ
ムーンスティック
2014年4月19日発売（同年11月15日再発売）
PROPLICA第1弾。『美少女戦士セーラームーン』の後半に登場する必殺武器を再現。テレビアニメ本編で使用された「ムーン・ヒーリング・エスカレーション」発動時のBGMを使用し、月野うさぎ/セーラームーン役の三石琴乃による新規音声が収録されている（台詞なしの設定も可能）。付属されている幻の銀水晶をセットすると音声が変わり、クイーン・セレニティ役の土井美加による新規音声も収録されている。
キューティームーンロッド
2014年10月18日発売
『美少女戦士セーラームーンR』に登場する必殺武器を再現。テレビアニメ本編や『劇場版美少女戦士セーラームーンR』で使用された「ムーン・プリンセス・ハレーション」発動時のBGMを使用し、三石琴乃による新規音声が収録されている（台詞なしの設定も可能）。
クリスタルスター
2015年4月25日発売
『美少女戦士セーラームーンR』に登場する変身アイテムを再現。テレビアニメ本編で使用された変身シーンおよびセーラームーンの名乗りシーンのBGMを使用し、三石琴乃による新規音声が収録されている（台詞なしの設定も可能）。コンパクト部分の幻の銀水晶を模したボタンは多色LEDで発光する。また、クリスタルスターの玩具としては初めて上蓋部分を取り外すことも可能で、付属されているパーツを取り付けることで変身時にうさぎがクリスタルスターを胸に当てるシーンを再現可能。
スパイラルハートムーンロッド
2015年11月14日発売
『美少女戦士セーラームーンS』に登場する必殺武器を再現。テレビアニメ本編で使用された「ムーン・スパイラル・ハート・アタック（セーラームーン時）」と「レインボー・ムーン・ハート・エイク（スーパーセーラームーン時）」発動時のBGMを使用し、三石琴乃による新規音声が収録されている（台詞なしの設定も可能）。また、旧玩具版の音声も収録されている。
レインボームーンカリス
2016年2月27日発売
『美少女戦士セーラームーンS』に登場する、セーラームーンをスーパーセーラームーンへパワーアップさせるアイテムの聖杯を再現。テレビアニメ本編で使用されたスーパーセーラームーンへのパワーアップ時のBGMと効果音を使用し、三石琴乃による新規音声が収録されている（台詞なしの設定も可能）。また、旧玩具版の音声や第125話「輝く流星! サターンそして救世主」の挿入歌として流れた「ムーンライト伝説」のオルゴールバージョンも収録されている。
コズミックハートコンパクト
2016年5月発送
『美少女戦士セーラームーンS』に登場する変身アイテムを再現。テレビアニメ本編で使用された変身シーンのBGMを使用し、三石琴乃による新規音声が収録されている（台詞なしの設定も可能）。左右のクリアパーツのリボンにより多色LEDで発光し、変身シーンを再現。また、旧玩具版の音声や第91話で流れたBGMも収録されている。付属パーツを取り付けることで変身時に蓋が外れるシーンを再現可能。
カレイドムーンスコープ
2017年3月発送
『美少女戦士セーラームーンSuperS』に登場する必殺武器を再現。テレビアニメ本編で使用された「ムーン・ゴージャス・メディテイション」発動時と初使用時のBGMを使用し、三石琴乃による新規音声が収録されている（台詞なしの設定も可能）。BGMと音声は任意のタイミングで流すことが可能。
PROPLICA × Figuarts Zero chouette タキシード・ミラージュ メモリアル オーナメント
2017年5月発送
Figuarts Zero chouetteとのコラボレーション商品で、『美少女戦士セーラームーンS』のエンディングアニメーションに登場するオーナメントを再現。エンディミオンとプリンセス・セレニティのフィギュアを一体ずつ同梱し、上部の台座に設置し、セレニティのみや二体を設置する台座パーツも同梱。スイッチを押すとセーラームーンSのエンディングテーマ「タキシード・ミラージュ」のTVサイズ音源およびオルゴールバージョンが流れ、それに合わせて上部が回転する。デコレーションプレートは通常のムーンキャッスルに加えてエンディングアニメーションに登場するセーラー戦士のセル画イラストやそれを水彩画で描き下ろしたイラストの三種類用意されている。
ピンクムーンスティック
2017年10月発送
『美少女戦士セーラームーンS』に登場するセーラーちびムーンの必殺武器を再現。テレビアニメ本編で使用された「ピンク・シュガー・ハート・アタック」発動時と失敗時のBGMを使用し、ちびうさ/セーラーちびムーン役の荒木香衣による新規音声が収録されている（台詞なしの設定も可能）。BGMと音声は任意のタイミングで流すことが可能。プリズムハートコンパクト、ルナPボールをモチーフとした専用台座も付属。
変身リップロッド セーラーウラヌス
2018年6月発送
『美少女戦士セーラームーンS』に登場する変身アイテムを再現。テレビアニメ本編に使用された変身シーンと「天界震（ワールド・シェイキング）」発動時のBGMを使用し、天王はるか/セーラーウラヌス役の緒方恵美による新規音声が収録されている（台詞なしの設定も可能）。BGMと音声は任意のタイミングで流すことが可能。下記のネプチューンと揃えると掛け合い台詞が再現でき、シークレット台詞も収録されている。専用台座も付属し、ネプチューンの専用台座と組み合わせてディスプレイできる。
変身リップロッド セーラーネプチューン
2018年7月発送
『美少女戦士セーラームーンS』に登場する変身アイテムを再現。テレビアニメ本編に使用された変身シーンと「深水没（ディープ・サブマージ）」発動時のBGMを使用し、海王みちる/セーラーネプチューン役の勝生真沙子による新規音声が収録されている（台詞なしの設定も可能）。BGMと音声は任意のタイミングで流すことが可能。上記のウラヌスと揃えると掛け合い台詞が再現でき、シークレット台詞も収録されている。専用台座も付属し、ウラヌスの専用台座と組み合わせてディスプレイできる。
変身リップロッド セーラーウラヌス&変身リップロッド セーラーネプチューン
2018年7月発送
上記の2つをセットにしたもの。
セーラーちびムーンプリズムハートコンパクト
2018年8月発送
『美少女戦士セーラームーンS』に登場する変身アイテムを再現。テレビアニメ本編で使用されたBGMを使用し、荒木香衣による新規音声が収録されている（台詞なしの設定も可能）。中央部のハートと王冠部分の宝石が多色LEDで発光し、変身シーンを再現。コンパクトの蓋を開け星型ボタンを押すと旧玩具版の仕様であるネオ・クイーン・セレニティのシルエットがマジックミラーで浮かび上がるようになっている。
変身ブローチ&変装ペンセット
2019年3月発送
『美少女戦士セーラームーン』に登場する変身アイテムと変装ペンを再現。ブローチの三日月レリーフを模したボタンを押すと変身時のBGMが流れるほか、再度ボタンを押すとセーラームーンの名乗りシーンが流れ、三石琴乃による新規音声が収録されている（台詞なしの設定も可能）。変装ペンは宝石部分がLEDで発光するほかブローチとの赤外線通信による連動機能も搭載されており、連動させるとブローチ側から変装時のBGMが流れる。
ちびムーンコンパクト
2019年12月発送
『美少女戦士セーラームーンSuperS』に登場する変身アイテムを再現。テレビアニメ本編で使用されたBGMを使用し、荒木香衣とエリオス役の松野太紀による新規音声が収録されている（台詞なしの設定も可能）。クリスタル部分の輝きやコンパクト内部のオーロラリボンの劇中シーンを再現。専用台座が付属。SuperSの前期エンディングテーマ「私たちになりたくて」のテレビサイズも収録。
クリスタルスター -Brilliant Color Edition-
2020年10月24日（2024年9月再発売）
クリスタルスターに至高の輝きを持たせたリカラー品で、中央にアイリスメッキを施したピンクライムストーン、周囲にオーストラリア製のクリスタルを採用している。
キューティームーンロッド -Brilliant Color Edition-
2020年11月発送
キューティームーンロッドに至高の輝きを持たせたリカラー品で、トップの球体とエンドの赤色部分にアイリスメッキを施し、ロッドはシェルピンクを採用している。専用台座はブルーパール加工がされている。
ムーンカレイドスコープ
2021年7月発送
『劇場版美少女戦士セーラームーンEternal』に登場するセーラームーンの必殺武器を再現。劇場版本編で使用された「ムーン・ゴージャス・ディメイション」発動時と初使用時のBGMを使用し、三石琴乃による新規音声が収録されている（台詞なしの設定も可能）。スティックの先端と付け根の多色発光LED、羽根中央の白色LEDで発光し、劇中シーンを再現。
クライシスムーンコンパクト
2022年1月発送
『劇場版美少女戦士セーラームーンEternal』に登場するスーパーセーラームーンの変身アイテムを再現。専用台座が付属。劇場版本編で使用されたBGMを使用し、三石琴乃による新規音声が収録されている（台詞なしの設定も可能）。
コズミックハートコンパクト -Brilliant Color Edition-
2023年2月発送
コズミックハートコンパクトに至高の輝きを持たせたリカラー品で、ゴールドとレッドの2色のメッキを新たに調合し、コンパクト正面のカラーストーンやコンパクト内側をアニメ設定に変更している。その他コンパクトの天面は新規造形され、専用台座も新規造形されている。
スパイラルハートムーンロッド -Brilliant Color Edition-
2023年3月発送
スパイラルハートムーンロッドに至高の輝きを持たせたリカラー品で、ゴールド2色とレッドの合計3色のメッキを新たに調合し、全体の色調にアニメ設定をイメージしている。専用台座はブルーパール加工がされている。
エターナル・ムーン・アーティクル
2023年6月30日発売
『劇場版美少女戦士セーラームーンCosmos』に登場するエターナルセーラームーンの変身アイテムを再現。専用台座が付属。劇場版本編で使用されたBGMを使用し、三石琴乃により新規音声が収録されている（台詞なしの設定も可能）。

### PSYCHO-PASS サイコパス
ドミネーター
2015年1月17日発売（同年7月再発売）
劇中に登場する公安局刑事課メンバーが所有する制式拳銃を再現。テレビアニメ本編で使用された効果音を使用し、ドミネーターの音声を担当する日髙のり子の声を劇中トラックから多数収録。ユーザー認証モードや犯罪計数測定モード等が搭載されている。

### 天元突破グレンラガン
天元突破グレンラガン シモンのコアドリル
2017年11月25日発売
劇中に登場するシモンが身に着けているドリル型のラガンの起動キーを再現。効果音やSEも当時のスタッフがPROPLICA用に新規制作。オープニングテーマ「空色デイズ」と挿入歌「happily ever after」や大グレン団の7人分26種類の台詞も収録。らせんゲージをモチーフとした専用台座も付属。

### キングダム ハーツ シリーズ
キーブレード キングダムチェーン
2018年4月28日発売
ソラが使用する武器を再現。ゲーム本編の攻撃時や魔法発動時の効果音を収録。魔法発動時の発光や剣先から鍵穴をプロジェクターで投射し鍵開けも再現。

### Fate/stay night
1/1 約束された勝利の剣（エクスカリバー）
2018年6月ANIPLEX+限定発売（同年8月再発売）
セイバーが使用する武器を再現。劇場版本編の剣劇音などの効果音やBGMを収録。セイバーの声を担当する川澄綾子の声を収録。通常版と豪華版が同時発売され、通常版には本体と専用台座と取扱説明書しか付属しないが、豪華版には本体、専用台座、取扱説明書のほか、風王結界（インビジビル・エア）を再現するインビジビル・エアユニットが搭載され、豪華版限定追加ボイスが付属している。

### 神風怪盗ジャンヌ
神風怪盗ジャンヌ ロザリオセット
2018年11月17日発売
20周年記念商品。ロザリオと絵画風ミラー、原作イラストシート4種、取扱説明書が付属。初回特典として原作者の種村有菜の新規描き起こし原作イラストシート1種が付属。ロザリオはジャンヌの声を担当する桑島法子の声を収録。宝玉は多色LEDで発光する。

### ジョジョの奇妙な冒険
シアーハートアタック
2019年7月発送
第4部『ダイヤモンドは砕けない』の劇中に登場するキラークィーン第2の爆弾を再現。目は多色LEDで発光する。専用台座が付属しセットすると標的を探知する回転動作を行うサーチムーブ（台座モード）、台座から離すとクローラー走行を行うキラームーブ（走行モード）を再現。劇中の効果音やBGMを収録。吉良吉影の声を担当する森川智之の声を収録。

### 遊☆戯☆王デュエルモンスターズ
デュエルディスク
2019年11月発送
劇中に登場する武藤遊戯をはじめとしたデュエリストが使用するデュエルディスクを再現。ライフカウンターとモンスターゾーンが発光する。専用台座が付属しディスプレイ可能。劇中の効果音とBGMを収録。海馬頼人の声を担当する津田健次郎の声を収録。

### ドラゴンボールシリーズ
ドラゴンレーダー
2020年2月22日発売（2024年9月再発売予定）
劇中に登場するドラゴンレーダーを再現。レーダーは多色LEDで発光する。リューズ型のスイッチを押すと散ったドラゴンボールが集まる「さがそうぜ！」モードと動き回るドラゴンボールが中央に来た際にタイミングよく7回止める「つかもうぜ！」モードが搭載されている。全部集めた際の神龍の召喚音と神龍の声を担当する大友龍三郎の台詞と音声を収録。

### ドラえもん
タケコプター
2020年7月23日発売（2024年9月再発売予定）
劇中に登場するタケコプターを再現。装着用ヘアバンドが付属し、プロペラ部分が回転する。さらにディスプレイ用の固定用ベルトとジョイント用台座も付属。

### 鬼滅の刃
日輪刀 (竈門炭治郎)
2020年10月1日発売
劇中に登場する竈門炭治郎の日輪刀を再現。効果音とオープニングテーマ「紅蓮華」のTVサイズと台詞を収録。声は「鬼殺モード」と「頑張れ炭治郎モード」の2種。
日輪刀 (煉獄杏寿郎)
2021年7月発送（1次受注）、2021年8月発送（2次受注）
劇中に登場する煉獄杏寿郎の日輪刀を再現。効果音と劇場版『鬼滅の刃 無限列車編』主題歌「炎」の55秒バージョンと台詞を収録。声は「鬼殺モード」と「うまい！モード」の2種。
日輪刀 (我妻善逸)
2021年12月発送（1次受注）、2022年1月発送（2次受注）
劇中に登場する我妻善逸の日輪刀を再現。効果音と台詞を収録。声は「俺は我妻善逸だよモード」と「鬼殺モード」の2種。
折れた日輪刀（煉獄杏寿郎）
2022年6月発送
劇中に登場する煉獄杏寿郎の折れた日輪刀を再現。効果音とTVアニメ『鬼滅の刃 無限列車編』オープニングテーマ「明け星」のTVサイズと台詞を収録。声は「鬼殺モード」と「心を燃やせモード」の2種。
日輪刀（嘴平伊之助）
2022年8月発送
劇中に登場する嘴平伊之助の日輪刀を再現。効果音と台詞を収録。声は「鬼殺モード」と「猪突猛進モード」の2種。
日輪刀（宇髄天元）
2022年10月発送
劇中に登場する宇髄天元の日輪刀を再現。効果音と台詞を収録。声は「鬼殺モード」と「ド派手に行くぜモード」の2種。
日輪刀（時透無一郎）
2023年11月発送
劇中に登場する時透無一郎の日輪刀を再現。効果音と台詞を収録。声は「鬼殺モード」と「無一郎の大切なものモード」の2種。
日輪刀（冨岡義勇）
2025年1月発送
劇中に登場する冨岡義勇の日輪刀を再現。効果音と台詞を収録。声は「鬼殺モード」と「水の呼吸を受け継ぐ者たちモード」の2種。

### 呪術廻戦
特級呪物 両面宿儺の指
2020年11月6日発売
劇中に登場する両面宿儺の指を再現。ソフビとして発売され、従来のPROPLICAとは最安となっている。
乙骨の刀 - 劇場版 呪術廻戦 0 - ～里香顕現～
2023年6月24日発売
劇中に登場する乙骨の刀を再現し、振動ギミックが搭載されセンサー認識により体験することが可能。2種のBGMのほか、乙骨憂太、祈本里香、禪院真希、狗巻棘、パンダの名台詞を収録。

### ソードアート・オンライン
夜空の剣
2021年5月発送
『ソードアート・オンライン アリシゼーション War of Underworld』に登場する剣士キリト、ユージオのBGMと台詞を収録。ディスプレイ用専用台座が付属。
青薔薇の剣
2021年11月発送
『ソードアート・オンライン アリシゼーション War of Underworld』に登場する剣士ユージオ、キリトのBGMと台詞、劇中挿入歌「the Blue Rose Sword battle」を収録。ディスプレイ用専用台座が付属。

### パックマン
パクパク パックマン
2021年6月19日発売
アーケード画面のパックマンを再現し、可動ギミックと音声ギミックを搭載。

### 転生したらスライムだった件
リムル＝テンペスト
2021年6月発送
劇中のリムルを再現し、リムルと大賢者の台詞と音声を収録。

### 魔法少女まどか☆マギカシリーズ
ソウルジェム&グリーフシードセット -鹿目まどかver.-
2021年10月発送
劇中のまどかのソウルジェムとグリーフシードを再現し、まどかの変身時のBGMと台詞、キュゥべえのボーナスボイスを収録。専用台座とシャフト描き下ろしイラストシートが付属。

### マクロスシリーズ
マイク（ランカ・リー）
2022年6月発送
『マクロスF』に登場するランカ・リーが使用するマイクを再現し、劇中のBGMや効果音、ソロ曲として挿入歌「星間飛行」、「アイモ ～鳥のひと」、「アナタノオト」、デュエット曲「トライアングラー」を収録。ランカ・リー役の声を担当する中島愛の声を収録。
マイク（シェリル・ノーム）
『マクロスF』に登場するシェリル・ノームが使用するマイクを再現し、劇中のBGMや効果音、ソロ曲として挿入歌「射手座☆午後九時 Don't be late」、後期エンディングテーマ「ノーザンクロス」、前期エンディングテーマ「ダイアモンド クレバス」、後期オープニングテーマのデュエット曲「ライオン」を収録。シェリル・ノーム役の声を担当する遠藤綾の声を収録。
マイク（シェリル・ノーム）&マイク（ランカ・リー）セット
2022年6月発送
上記2つをセットにしたもの。

### 金色のガッシュ!!
赤い魔本
2022年9月23日発売
『金色のガッシュベル!!』に登場する赤い魔本を再現し、本物の紙に音声と発光ギミックを内蔵し音声入力による術の発動が可能。高嶺清麿役の声を担当する櫻井孝宏の声とガッシュ・ベル役の声を担当する大谷育江の声を新規収録。効果音やSEも当時のスタッフがPROPLICA用に一部新規制作。前期オープニングテーマ『カサブタ』のTVサイズを収録。その他幻の台詞も収録。台詞モードとして「激闘の記憶モード」と「ガッシュと清麿の日常モード」の2種を収録。呪文は全て掲載。

### TIGER & BUNNY
ストレージバングル -ワイルドタイガーVer.-
2022年11月26日発売
『TIGER & BUNNY 2』に登場するワイルドタイガーのストレージバングルを再現。赤外線通信でバーナビー・ブルックスJr. Ver.と連動させることで虎徹とバーナビーの掛け合いが可能。2話のスーツ装着シーンの再現が可能。認証ボタンを押して劇中の発光、音声ガイドが鳴り、スーツ装着「ワイルドタイガー ヒーローモード」と必殺技「ワイルドタイガー ハイパーグッドラックモード」が再現可能。
ストレージバングル -バーナビー・ブルックスJr. Ver.-
2022年11月26日発売
『TIGER & BUNNY 2』に登場するバーナビー・ブルックスJr.のストレージバングルを再現。赤外線通信でワイルドタイガーVer.と連動させることで虎徹とバーナビーの掛け合いが可能。2話のスーツ装着シーンの再現が可能。認証ボタンを押して劇中の発光、音声ガイドが鳴り、スーツ装着「バーナビー ヒーローモード」と必殺技「バーナビー ハイパーグッドラックモード」が再現可能。